# Rue de Rosny
La rue de Rosny est une voie de communication de Fontenay-sous-Bois.

## Situation et accès
La rue de Rosny, orientée nord-sud, commence dans l'alignement de la rue Notre-Dame au nord de la place du Général-Leclerc (ancienne place d'Armes) au niveau du début de la rue de Neuilly (ex rue du Grand-Bout). Après avoir laissé l'église Saint-Germain-l'Auxerrois sur sa droite, elle marque le début de la rue du Cheval-Rû, puis longe le parc de l'Hôtel-de-Ville.
Elle se termine dans l'alignement de l'avenue Rabelais.

## Origine du nom
Cette rue est orientée dans la direction de la commune de Rosny-sous-Bois.

## Historique
Le 30 janvier 1918, durant la première Guerre mondiale, deux bombes lancées d'un avion allemand qui explosent aux nos 22 et 33 rue de Rosny

## Bâtiments remarquables et lieux de mémoire

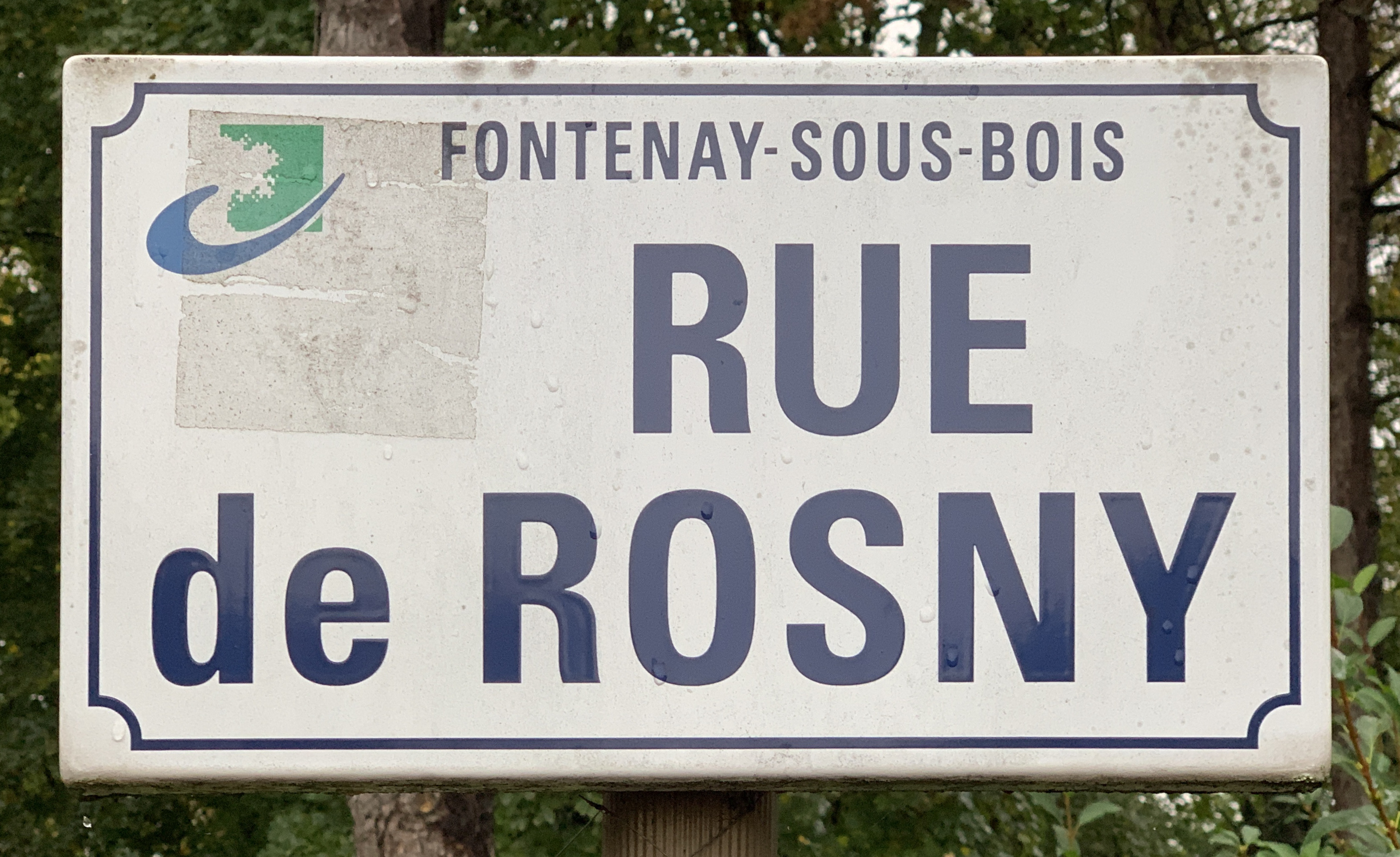

- Église Saint-Germain-l'Auxerrois de Fontenay-sous-Bois, bâtie à la fin du XIVe siècle.
- Parc de l'Hôtel-de-Ville, où se trouvait un château seigneurial, détruit en 1817[5].
- L'ancienne fontaine Saint-Germain, non loin du parc du château. Ses eaux ont été détournées vers la fontaine de la place d'Armes, aujourd'hui place du Général-Leclerc.